# Grampositiva bakterier

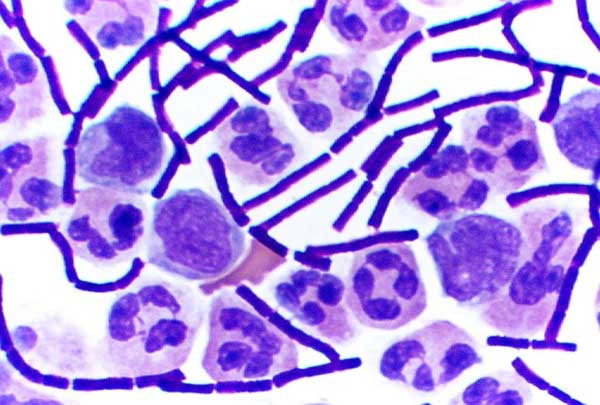
Grampositiv mjältbrandsbakterie (purpurfärgade stavar) i prov från cerebrospinalvätska. Övriga celler är vita blodkroppar)

Principskiss av en grampositiv (överst) respektive gramnegativ (nederst) bakterie.
Grampositiv bakterie: 1. Cellmembran 2. Cellvägg med tjockt peptidoglykanskikt 3. Periplasma
Gramnegativ bakterie: 4. Cellmembran 5. Cellvägg 6. Yttre membran med lipopolysackarid (LPS) 7. Periplasma.

Grampositiva bakterier är bakterier som färgas i ett gramfärgningstest. Motsatsen är gramnegativa bakterier. Skillnaden mellan gramnegativa och grampositiva bakterier är hur deras cellväggar är uppbyggda.
Hans Christian Gram skulle, år 1884, påvisa förekomsten av bakterier i animala vävnader. Samtidigt utvecklade han en metod som han namngav efter sig själv, gramfärgning. Genom denna metod kan man skilja på olika sorters bakterier, grampositiva- och gramnegativa bakterier.

## Grampositiva bakteriers struktur
Grampositiva bakterier har en tjockare cellvägg bestående av flera skikt av peptidoglykan, innehåller teikonsyra och saknar lipopolysackarid (LPS). Grampositiva bakteriers cellväggar består av uppemot 90 procent peptidoglykan. Den höga andelen peptidoglykan i cellväggen gör att grampositiva celler är motståndskraftiga mot diverse miljöfaktorer, såsom uttorkning.

## Grampositiva bakteriesläkten
Exempel på grampositiva bakteriesläkten:
- Bacillus
- Lactobacillus
- Streptococcus